# Houlton (condado de Aroostook)
Houlton es un lugar designado por el censo ubicado en el condado de Aroostook en el estado estadounidense de Maine. En el Censo de 2010 tenía una población de 4.856 habitantes y una densidad poblacional de 356,79 personas por km².

## Geografía
Houlton se encuentra ubicado en las coordenadas 46°7′17″N 67°49′56″O / 46.12139, -67.83222. Según la Oficina del Censo de los Estados Unidos, Houlton tiene una superficie total de 13.61 km², de la cual 13.61 km² corresponden a tierra firme y (0%) 0 km² es agua.

## Demografía
Según el censo de 2010, había 4.856 personas residiendo en Houlton. La densidad de población era de 356,79 hab./km². De los 4.856 habitantes, Houlton estaba compuesto por el 93.43% blancos, el 0.78% eran afroamericanos, el 3.46% eran amerindios, el 0.49% eran asiáticos, el 0.02% eran isleños del Pacífico, el 0.39% eran de otras razas y el 1.42% pertenecían a dos o más razas. Del total de la población el 1.13% eran hispanos o latinos de cualquier raza.